# Rue Aimé Smekens
 (août 2025).
Pour les articles homonymes, voir Aimé et Smekens.
La rue Aimé Smekens (en néerlandais : Aimé Smekensstraat) est une rue bruxelloise de la commune de Schaerbeek qui va de l'avenue des Cerisiers à l'avenue de Mars en passant par la rue William Degouve de Nuncques.

## Histoire et description
Aimé Smekens est un héros de la Première Guerre mondiale. Né à Herderen le 30 décembre 1868, il fut exécuté par les Allemands le 14 juillet 1917 à Mortsel.
La numérotation des habitations va de 1 à 101 pour le côté impair et de 2 à 114 pour le côté pair.